# Nuclear Dawn
Nuclear Dawn är ett lagbaserat förstapersonsskjutare/realtidsstrategi-spel av InterWare studios som utspelar sig i en postapokalyptisk värld året 2024. Spelet tillkännagavs 2006 som ett mod för sourcemotorn, men utvecklades sedan till en kommersiell produkt, som släpptes 26 september 2011. Spelet släpptes till Windows och Mac OS.